# Blue box
 (août 2013).
Sa qualité peut être largement améliorée en utilisant un vocabulaire plus directement compréhensible.

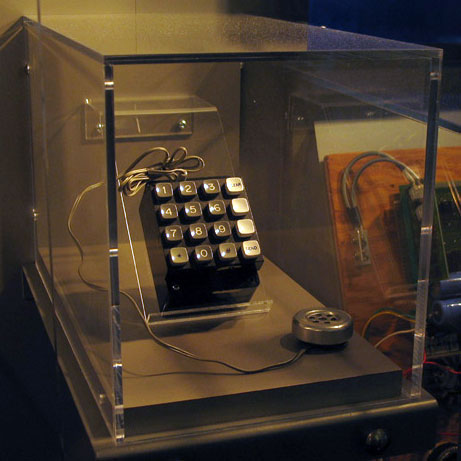
L'ancienne Blue Box de Steve Wozniak, actuellement exposée au musée de l'Histoire de l'ordinateur.

La blue box (en français, boîte bleue) est un dispositif, le plus souvent électronique, permettant de frauder les télécommunications pour les uns, d'explorer le plus grand réseau du monde pour les autres.

## Principe
Le principe de la bluebox est d'exploiter une faille des réseaux téléphoniques, où un utilisateur lambda peut prendre le contrôle, comme s'il était opérateur. Cela permettait par exemple de passer des appels sans être facturé, d'écouter des conversations en cours...
La faille est que certains protocoles de signalisation téléphonique ont pour support la même ligne que le transport de la voix. Un utilisateur du téléphone peut entendre le protocole de signalisation utilisé par les commutateurs et y produire des interférences. Avec une bluebox, l'utilisateur peut faire croire qu'il est lui-même partie intégrante du réseau, en simulant son protocole de signalisation à fréquence vocale.
Cette signalisation téléphonique inter-centraux, dite in-band signaling, est utilisée notamment sur les protocoles normalisés CCITT 4, CCITT5, R1, R2.

## Historique
Ce système aurait été inventé par John Draper. Il avait réussi à communiquer gratuitement par téléphone grâce à un sifflet aigu trouvé dans les Cap'n Crunch, d'où son surnom : Capitaine Crunch (voir Les Pirates de la Silicon Valley).
Il a lui-même démenti cette légende dans le documentaire « Pir@tage », dans lequel il raconte qu'un jour, en faisant des tests sur un émetteur radio FM sur lequel il a communiqué son numéro de téléphone, ce fut Joe Engressia (en) qui lui répondit, en lui disant qu'il hackait lui aussi mais seulement les téléphones et qu'il connaissait une manière pour téléphoner gratuitement, en émettant un signal de 2 600 hertz. 
Les « bluebox » existaient sous forme d'appareil électronique tel que présenté ci-contre, jusqu'à l'avènement de la micro-informatique familiale (Commodore 64, IBM PC, Amstrad CPC, Atari ST, Amiga).
Dès les années 1980, on a vu apparaître la bluebox sous forme de logiciel pour ces micro-ordinateurs. La plupart ont été développés sur IBM PC, une plate-forme très courante aux États-Unis au début des années 1980 ; mais des versions plus underground et jamais diffusées sont sorties sur tous les micro-ordinateurs. La conception en était très simple, et accessible grâce au langage de programmation BASIC, présent sur la plupart de ces systèmes.
L'arrivée de la micro-informatique dans les foyers, et l'utilisation massive de modems aux États-Unis, ont fait que de nombreux serveurs BBS étaient administrés par des passionnés d'informatique, souvent spécialisés dans le hacking. Les communications locales sur courte distance étaient gratuites, mais cela suffisait à la plupart pour se connecter sur un BBS de leur ville ou proche d'eux. Beaucoup de phreakers prirent ainsi connaissance de la bluebox, via des fichiers plats, des documents écrits par d'autres phreakers pour transmettre ou échanger des astuces sur les BBS.
En Europe, la bluebox était aussi très utilisée, notamment dans l'échange de warez sur des serveurs BBS destinés au transfert de logiciels illégaux. Dans les années 1980, il y avait de nombreux groupes de cracks sur les ordinateurs individuels de type Commodore 64, qui recevaient les derniers logiciels depuis les États-Unis via la bluebox ; en échange, ils déplombaient les logiciels dans la mesure de leurs compétences.
Aux États-Unis, la bluebox, massivement utilisée, fonctionnait sur le système R1, uniquement sur des appels internes ; son utilisation était simple.
Les Européens, au contraire, étaient obligés d'utiliser le système C5, ceux qui manipulaient les lignes de leurs propres compagnies téléphoniques le faisaient à leurs risques et périls. Les phreakers les plus avisés utilisaient le système international (appels sur des services en numéro vert à l'international, et détournement via bluebox pour revenir en France).
À la fin des années 1980, l'astuce était tellement connue qu'on la voyait dans tous les films (Wargames est un exemple parmi d'autres), ou reportages télés. Dans le film The Wall des Pink Floyd l'on peut entendre un exemple de signalisation C5 lorsque le titre Young Lust est joué. Par la suite, la rumeur s'est vite diffusée que le phreaking sur système R1 aux États-Unis était impossible ou trop dangereux.
En Europe, les opérateurs de télécommunication, pour se protéger, ont mis en place des systèmes hybrides, avec par exemple une utilisation du C5 pour les informations relatives à la connexion entre commutateurs, mais une numérotation DTMF pour le routage. Ils changeaient régulièrement les codes de routage, pour ne pas permettre une exploitation abusive.
Dans le milieu des années 1990, les opérateurs de télécommunication européens et américains installèrent un nouveau système de signalisation CCITT7, qui ne permet plus de manipulations : la signalisation et la voix sont séparées physiquement sur deux lignes, il n'était donc plus possible d'utiliser la bluebox.
Cela n'a pas empêché un regain d'intérêt aux États-Unis, de par la diffusion massive de l'astuce sur le système C5. Les pays considérés comme en retard technologique, ou au moins qui utilisaient encore des signalisations in-band, sur du C5 pour des lignes internationales, se firent massivement pirater. L'Afrique et l'Amérique du Sud étaient des cibles privilégiés, les phreakers appelaient sur des numéros verts (0800), une fois connecté sur un réseau manipulable (C5,C4,R1,R2), il suffisait d'utiliser les signaux adéquats pour tromper le système et re-router un appel où l'on voulait (dans les limites du réseau utilisé).

## Avenir
Bien que la plupart des équipementiers proposent des systèmes numériques sur les bases du ccitt7, le protocole R2 est encore utilisé. Le protocole R2 numérisé est utilisé en place du ccitt7 dans certaines situations, il serait plus rapide ou simple à déployer. Il ne s'agit pas là de son implémentation "in-band" analogique, mais d'une version numérique. Les lignes entre centraux téléphoniques/commutateurs sont en général de type E-carrier ou T-carrier, ces lignes peuvent utiliser une signalisation de type CAS (Channel Associated Signaling) ou CCS (Common Channel Signaling), le CAS est dit in-band, la signalisation de ligne et intercommutateurs utilisent toujours le même canal que le voix (même si la numérisation change la donne). Le CCS sépare clairement la signalisation du transport de la voix. 
Cela étant dit, ces équipements sont conçus pour s'interconnecter avec des systèmes analogique qui peuvent utiliser du C5-R2 C5-R1 ou R1,R2, dans ces conditions même si la signalisation est numérisée et isolée des manipulations, elle ne l'est pas de bout en bout, le maillon faible reste lui toujours exploitable par bluebox.
À titre d'anecdote, vers la fin des années 1990, le phreaker islandais scavenger citait le système R2 comme l'avenir du phreaking sur PSTN (RTC).
Aujourd'hui il existe encore des réseaux manipulables de par le monde, mais l'utilisation de la bluebox sur ces réseaux n'est plus très courante, hormis pour quelques passionnés qui continuent à vouloir explorer le réseau téléphonique mondial.
Avec l'avènement de la voip dans les foyers européens, et des services tels que les femtocell, les réseaux des opérateurs sont à nouveau « ouverts » et de nouvelles approches sont exploitées depuis quelques années.